# Mein Katalonien
Mein Katalonien (engl.: Homage to Catalonia) ist ein 1938 bei Secker & Warburg in London erschienenes Buch von George Orwell über seine Erlebnisse im Spanischen Bürgerkrieg. Die deutsche Erstausgabe erschien 1964.

## Inhalt

### Kampf gegen die Putschisten
Ende 1936 kam George Orwell als Zeitungsreporter nach Barcelona, um über den Spanischen Bürgerkrieg zu berichten, schloss sich aber schnell der Miliz der kleinen Partido Obrero de Unificación Marxista (‚Arbeiterpartei der marxistischen Einigung‘, kurz POUM) an und kämpfte in dieser gegen die Putschisten. Die Lage an der Front in Aragón war jedoch schlecht: Die größten Gegner waren – noch mehr als der eigentliche Feind – Kälte, Hunger, Läuse und vor allem die eigenen schlechten Waffen, die meist aus der Zeit des Ersten Weltkriegs stammten, also zum Teil schon 20 Jahre oder älter und kaum noch zu gebrauchen waren. Trotz mangelhafter Ausrüstung und Ausbildung war der Wille der spanischen Antifaschisten, meist Arbeiter und Jugendliche, ungebrochen. Mit Faszination schildert Orwell den Kampf von Einheiten, die auf völlig freiwilliger Basis ohne klare Hierarchie unter ungünstigen Bedingungen dem Lager General Francos die Stirn bieten.

### Zerrissenheit der republikanischen Kräfte
Vom Kampf an der Front zurückgekehrt musste Orwell wenig später mit ansehen, wie stalinistische Kräfte gegen die Revolution vorgehen und andere linke Kräfte – darunter seine Miliz – mit Waffengewalt und schwarzer Propaganda ausschalten. Während seine POUM noch gemeinsam mit den Anarchisten der CNT und Kommunisten der PSUC gegen den Franquismus kämpften, wurden Kameraden der POUM und CNT im Hinterland von der unter kommunistischem Einfluss stehenden Zentralregierung festgenommen und teilweise umgebracht. Auch Orwell selbst rettete sich nur durch Untertauchen und Flucht.

## Bedeutung
Orwells Erlebnisse im Krieg machten ihn zum entschiedenen Gegner des Stalinismus. Im Bürgerkrieg sympathisierte er mit den anarchistischen und den nicht stalintreuen, revolutionären  kommunistischen Gruppen (POUM) innerhalb der sozialistischen Bewegung, welche die soziale Revolution befürworteten und gegen die Verbürgerlichung der Revolution ankämpften, und wandelte sich später zum demokratischen Sozialisten. In seinen Spanien-Erinnerungen liegt eine der Grundlagen von Orwells späterer Totalitarismuskritik, die in seinen Meisterwerken Farm der Tiere und 1984 gipfelte.
Nach England heimgekehrt hatte Orwell durch die in seiner Erzählung enthaltene harte Kritik an Stalin und den spanischen Kommunisten auch Probleme innerhalb der linken Bewegung. Gegenüber Stalin unkritische Intellektuelle betrachteten ihn als Verräter an der linken Sache, sodass es für ihn schwieriger wurde, Verlage für seine folgenden Werke zu finden.

## Ausgaben

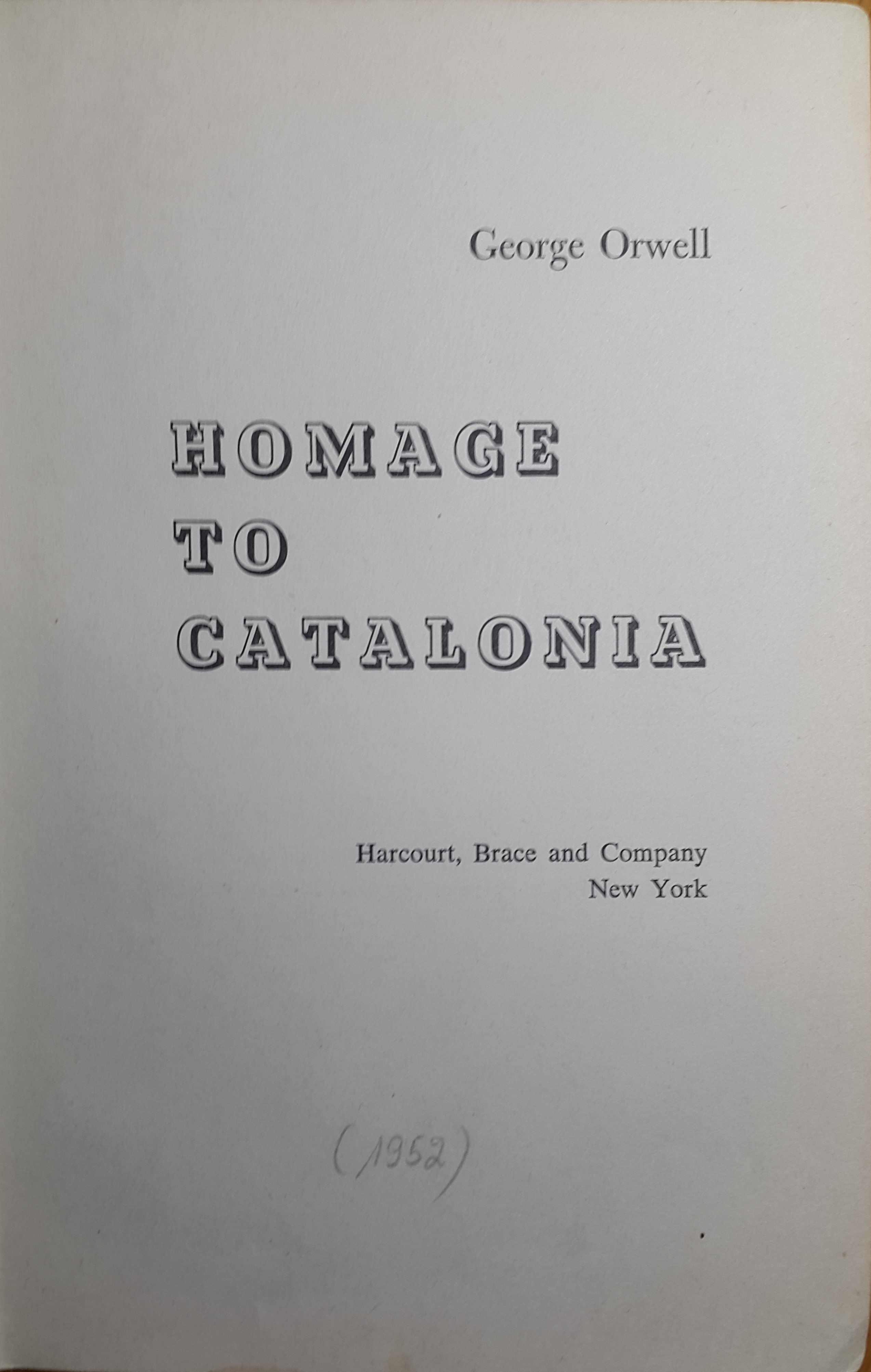
Ausgabe 1952 bei Harcourt, Brace and Company

- Homage to Catalonia. Secker and Warburg, London 1938
- Homage to Catalonia. Harcourt, Brace and Company, New York 1952
- George Orwell: Mein Katalonien : Bericht über den spanischen Bürgerkrieg. Diogenes, Zürich 2000, ISBN 3-257-20214-8 (englisch: Homage to Catalonia. Übersetzt von Wolfgang Rieger).